# رصد إشعاعي
يشمل رصد الإشعاع قياس جرعة الإشعاع أو تلوث النويدات المشعة لأسباب تتعلق بتقييم أو التحكم في التعرض للإشعاع أو المواد المشعة، وتفسير النتائج.

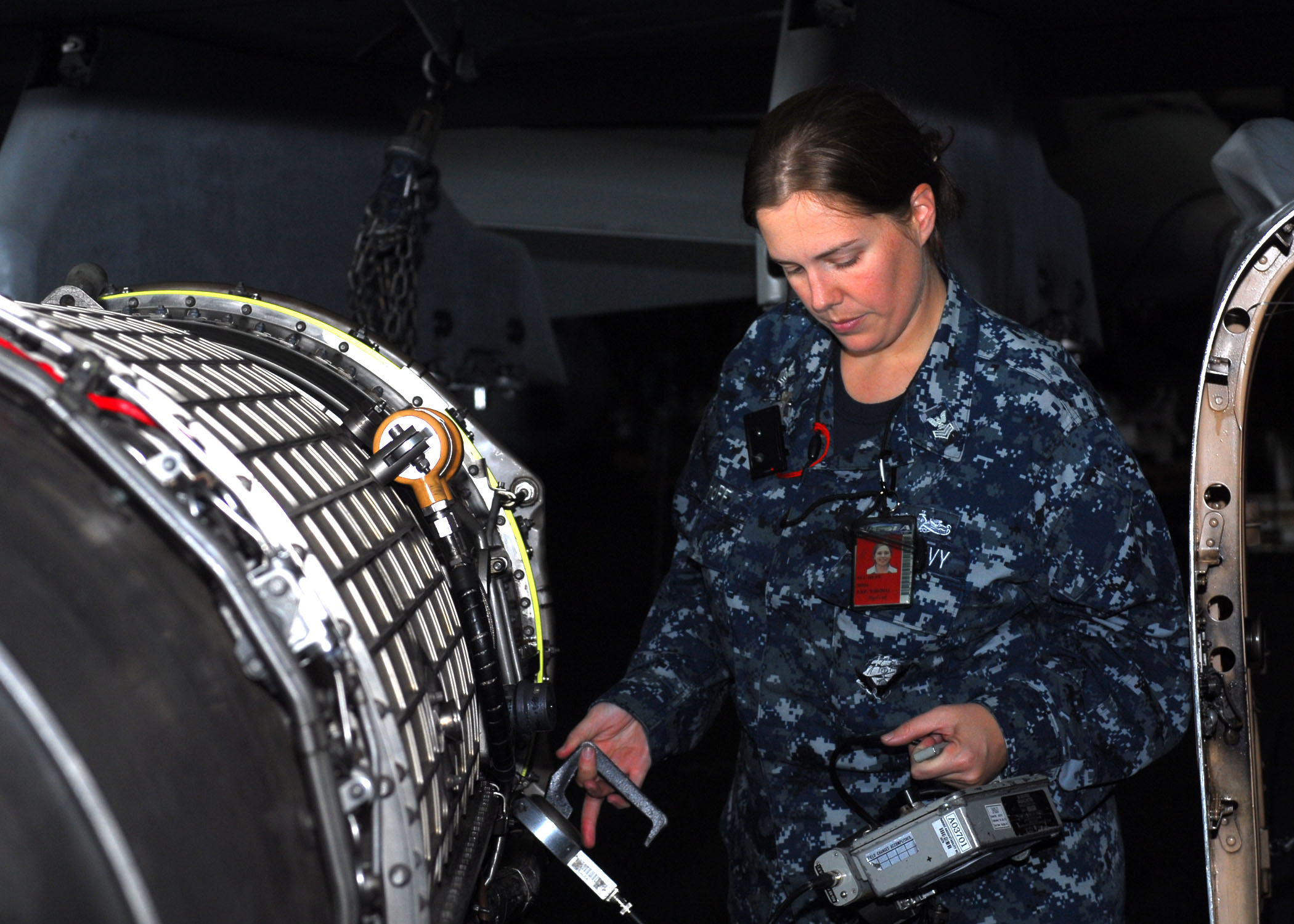
رصدت البحرية الأمريكية الإشعاع من حوادث فوكوشيما النووية

## الرصد البيئي
الرصد البيئي هو قياس معدلات الجرعة الخارجية بسبب المصادر في البيئة أو تركيزات النويدات المشعة في الوسط البيئي.

## رصد المصدر
رصد المصدر مصطلح محدد يستخدم في مراقبة الإشعاع المؤين، ووفقًا للوكالة الدولية للطاقة الذرية، هو قياس النشاط في المواد المشعة التي يتم إطلاقها إلى البيئة أو معدلات الجرعات الخارجية بسبب المصادر داخل المنشأة أو النشاط.
في هذا السياق، المصدر هو أي شيء قد يسبب التعرض للإشعاع - مثل انبعاث الإشعاع المؤين، أو إطلاق المواد المشعة. كما تُستخدم عبارة «مصدر معياري» كمصطلح واقعي في السياق الأكثر تحديدًا لكونه مصدرًا معياريًا للمعايرة في قياس الإشعاع المؤين.
ترد التفاصيل المنهجية والتقنية لتصميم وتشغيل برامج وأنظمة رصد الإشعاع البيئي والمصدر للأنواع المختلفة من النويدات المشعة والوسائط البيئية وأنواع المرافق في سلسلة معايير الوكالة الدولية للطاقة الذرية رقم RS-G-1.8 وفي سلامة الوكالة الدولية للطاقة الذرية. سلسلة التقارير رقم 64.